# 独鈷森
独鈷森（とっこもり）は、岩手県八幡平市と秋田県鹿角市との県境にある山である。

## 概要
標高836.0m。瀬ノ沢川流域（米代川の上流）に位置する。
同じ稜線上には、四角岳や中岳などがある。
独鈷森など瀬ノ沢川中流域一帯の山地では、かつて銅・鉛・亜鉛・硫化鉄などの鉱石を採掘していた。
藩政期には花輪通外山小繋沢に板屋平鉛銅山として稼行されていたが、その後1908年から1986年まで花輪鉱山（日本鉱業）として操業していた。

## 近くの山
- 四角岳
- 中岳